# De Spanske Bjerge
De Spanske Bjerge er en sang fra 2009 med den danske sanger Flemming Bamse Jørgensen.
Sangen er inkluderet på det sidste album "Tæt på" med sangeren som døde nytårsdag i 2011.
Den er skrevet af den danske sangskriver og sanger Nikolaj Christensen fra Nikolaj & Piloterne og Mads Haugaard.